# أتلايا
بلدية أتلايا (بالإسبانية: Atalaya)‏, هي إحدى بلديات مقاطعة بطليوس, التي تقع في منطقة إكستريمادورا, والتي تقع في غرب إسبانيا.
يبلغ عدد سكانها 353 نسمة وفقاً لإحصائية سنة (2002).